# Gospodarstvo Filipina
Gospodarstvo Filipina primjer je gospodarstva zemlje u razvoju.  
Filipini su član APEC-a (Azijsko-pacifička ekonomska suradnja), ekonomskog bloka, koji za cilj ima transformirati pacifičko područje slobodne trgovine, koje obuhvaća gospodarstva Azije, Amerike i Oceanije.
Filipinsko gospodarstvo je 43. na svijetu po veličini po podatcima Svjetske banke iz 2011. te predstavlja rastuće gospodarstvo. Jedna od glavnih gospodarskih aktivnosti je prehrambena industrija, također su važne automobilska industrija, proizvodnja električnih uređaja i tekstilna industrija. Poljoprivredna proizvodnja sastoji se uglavnom od proizvodnje kopre (osušeni plod kokosove palme), kukuruza, konoplje, riže, šećerne trske i duhana. Također postoje određene količine ruda, kao što su: krom, bakar, zlato, željezo, olovo, mangan i srebro. Ukupno je primarni sektor sudjelovao 2010. god. u nacionalnom proizvodu s 13,9 %.
Industrijski sektor je sudjelovao 2010. god. u nacionalnom proizvodu s 31,3 % i zapošljavao 15 % radne snage; tercijarne djelatnosti zapošljavaju 52 % radne snage i sudjeluju nacionalnom proizvodu s 54,8 %. U uslužnom sektoru bilježi se osobiti rast prihoda od usluga poslovne podrške ("bussines support services") za strane naručitelje, poput knjigovodstva i telefonskih servisa za tehničku podrškom; Filipini sudjeluju na svjetskom tržištu takvih usluga s oko 15 %, te je taj sektor filipinskog gospodarstva zapošljavao 2010. god. preko pola milijuna radnika).
- BDP (2012.): 250 mlrd. US$
- BDP po stanovniku, nominalni (2012.): 2.580 US$
- Društveni proizvod po stanovniku, prema paritetu kupovne moći (2012.): 4.380 US$

Zahvaljujući visokim stopama ekonomskog rasta, Filipini bilježe rast nominalnog nacionalnog proizvoda s 96 mlrd. US$ u 2004. godini na 250 mlrd. US$ u 2012. godini. Međunarodne prognoze očekuju u toj zemlji za razdoblje do 2016. godine čak i više stope rasta - gotovo 7 % godišnje, čime se osigurava skromni porast blagostanja za rastuće stanovništvo i postupnu modernizaciju zemlje.
Gospodarstvo zemlje je pretrpjelo manje posljedice od azijske krize 1998. od svojih susjeda. Godišnji rast je pao s 5 % u 1997. na 0,6 % iduće godine, ali se oporavio 1999. na 3 % i na 4 % u 2000. Kriza 2008. god. je usporila rast domaćeg proizvoda na 4 %, a u 2009. godini je rast bio svega 1 %, da bi već u 2010. godine rast iznosio visokih 8 %. U prosjeku bilježe Filipini gospodarski rast u razdobolju od 2002. do 2012. godine od preko 5 % godišnje. 